# Rushwahl Samaai
Rushwahl Samaai (25 de septiembre de 1991, Paarl, Sudáfrica) es un atleta sudafricano, especialista en la prueba de salto de longitud, con la que llegó a ser subcampeón mundial en 2017.

## Carrera deportiva
En el Mundial de Londres 2017 gana la medalla de bronce en salto de longitud, quedando situado en el podio tras su compatriota el también sudafricano Luvo Manyonga (oro) y el estadounidense Jarrion Lawson que se hizo con la plata.